# Mali i Gribës

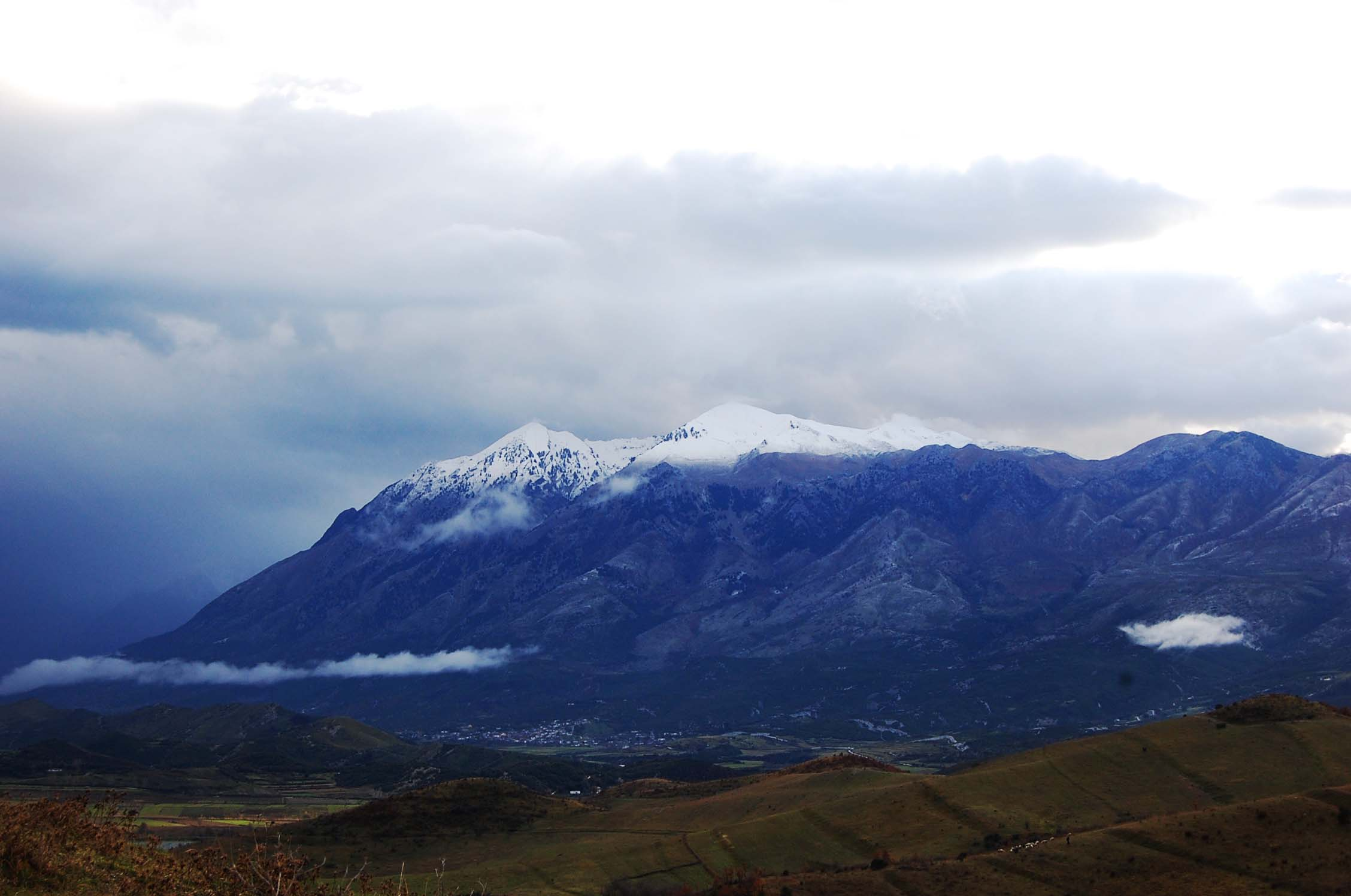
Pohoří Mali i Gribës z údolí řeky Shushicë.

Mali i Gribës jsou pohoří v jižní Albánii, které se nachází mezi městy Tepelenë a poloostrovem Karaburun. Má víceméně západo-východní průběh. Na severu ho ohraničuje údolí řeky Vjosa a na jihu plynule přechází v hornaté albánské pobřeží Jónského moře. Nejvyšší horou pohoří je Maja e Këndrëvices s nadmořskou výškou 2121 m.
Pohoří je víceméně bezlesé (s výjimkou západní a východní strany, kde se nachází trochu lesů v nižších polohách) a je neobydlené. Nejbližší vesnice (Vermik) se nachází několik kilometrů západně; další sídla jsou umístěna již dále od vrcholků pohoří.